# グルジア労働党
グルジア労働党（グルジア語: საქართველოს ლეიბორისტული პარტია、Sakartvelos Leoboristuli Partia）は、ジョージアの政党。1995年、現党首のシャルヴァ・ナテラシュヴィリにより創設される。ジョージアの欧州連合（EU）加盟を目指している。党はこれを実現するため公共サービス・社会保障の充実、中小企業の保護育成などを公約に掲げている。
2004年3月28日のグルジア総選挙では、5.8パーセントの票を獲得したが議席の確保には至らなかった。2008年3月21日のグルジア総選挙では7.44パーセントの票を獲得、6議席を得た。2012年10月1日のグルジア総選挙では1.24パーセントの得票に留まり、全議席を失った。